# Kanton Tulle-Campagne-Sud
Kanton Tulle-Campagne-Sud (francouzsky Canton de Tulle-Campagne-Sud, tj. Tulle-Venkov-Jih) je francouzský kanton v departementu Corrèze v regionu Limousin. Tvoří ho 14 obcí.

## Obce kantonu
- Les Angles-sur-Corrèze
- Chanac-les-Mines
- Le Chastang
- Cornil
- Gimel-les-Cascades
- Ladignac-sur-Rondelles
- Lagarde-Enval
- Laguenne
- Marc-la-Tour
- Pandrignes
- Saint-Bonnet-Avalouze
- Sainte-Fortunade
- Saint-Martial-de-Gimel
- Saint-Priest-de-Gimel